# Manuel Fernando Zurita
Manuel Fernando Zurita war ein nicaraguanischer Jurist und Politiker.
Manuel Fernando Zurita amtierte am 6. und 7. Mai 1950 nach dem Tod von Víctor Manuel Román y Reyes als Präsident Nicaraguas. Er gehörte, wie sein Vorgänger und sein Nachfolger, der PLN an und wurde von Anastasio Somoza García abgelöst.
Im Jahr 1958 wurde er nicaraguanischer Botschafter in Spanien.
Nach der Machtübernahme der Sandinistas im Jahr 1979 wurde er zusammen mit seiner Frau Estrellita verhaftet und als politischer Gefangener inhaftiert. Danach lebte er in El Salvador und später in Guatemala im Exil und schrieb seine Autobiographie Experiencias.

## Schriften
- Manuel F. Zurita, Arturo Cerna, Elí Tablada Solís: Acusación a tres representantes del Congreso Nacional complicados en los sucesos del 3 y 4 de abril del corriente año. Discursos de los acusadores, doctor Manuel F. Zurita, don Arturo Cerna y doctor Elí Tablada Solís; confiesa su culpabiblidad el general Emiliano Chamorro, senador Vitalicio y jefe del Partido Conservador de Nicaragua. De las declaraciones de otros de los acusados, se desprende que el plan terroista tenía como objectivo asesinar al señor Presidente Somoza. Partido Liberal Nacionalista, Managua 1954, OCLC 7607092 (eingeschränkte Vorschau in der Google-Buchsuche).

- Manuel F. Zurita: Experiencias. El asalto al Palacio Nacional de Nicaragua, yo fui prisionero del comandante "Cero", últimas horas de Somoza y las horas de Urcuyo, y otros relatos. 1. Auflage, [s.n.], [S.l.] 1983, OCLC 11786120 (eingeschränkte Vorschau in der Google-Buchsuche).